# Aarifi Pasza
Aarifi Pasza (ur. 1819 w Stambule, zm. 1895 tamże) – turecki polityk, wielki wezyr Imperium Osmańskiego.
W 1858 został mianowany pierwszym dragomanem w dywanie sułtańskim; stanowisko to zajmował do 1863. W 1873 został posłem w Wiedniu, w 1874 za wezyratu Mahmuda-paszy był mianowany ministrem oświaty i sprawiedliwości, a w końcu wezyrem. 18 lipca 1877 ponownie powierzono mu ministerstwo spraw zagranicznych w miejsce Sewfeta Paszy, ale już 31 tegoż miesiąca podał się do dymisji. W sierpniu 1877 został posłem w Paryżu. W 1879 był premierem, jednak szybko utracił łaskę sułtana i jako generał-gubernator został wysłany do Mezopotamii; w 1881 władca przywołał go i mianował pierwszym ministrem. Po ustąpieniu z tego stanowiska został prezesem tureckiej Rady Stanu.